# Codonopsis convolvulacea
Codonopsis convolvulacea är en klockväxtart som beskrevs av Wilhelm Sulpiz Kurz. Codonopsis convolvulacea ingår i släktet Codonopsis, och familjen klockväxter.

## Underarter
Arten delas in i följande underarter:
- C. c. convolvulacea
- C. c. forrestii